# Hoa hậu Quốc tế 1994
Hoa hậu Quốc tế 1994 là cuộc thi Hoa hậu Quốc tế lần thứ 34 được tổ chức tại trung tâm Sun Arena, Tokyo. Đêm chung kết cuộc thi diễn ra vào ngày 4 tháng 9 năm 1994. Cuộc thi có 50 thí sinh tham dự. Hoa hậu Quốc tế 1993 - Agnieszka Pachałko đến từ Ba Lan đã trao lại vương miện cho người kế nhiệm, cô Christina Lekka đến từ Hy Lạp.

## Kết quả

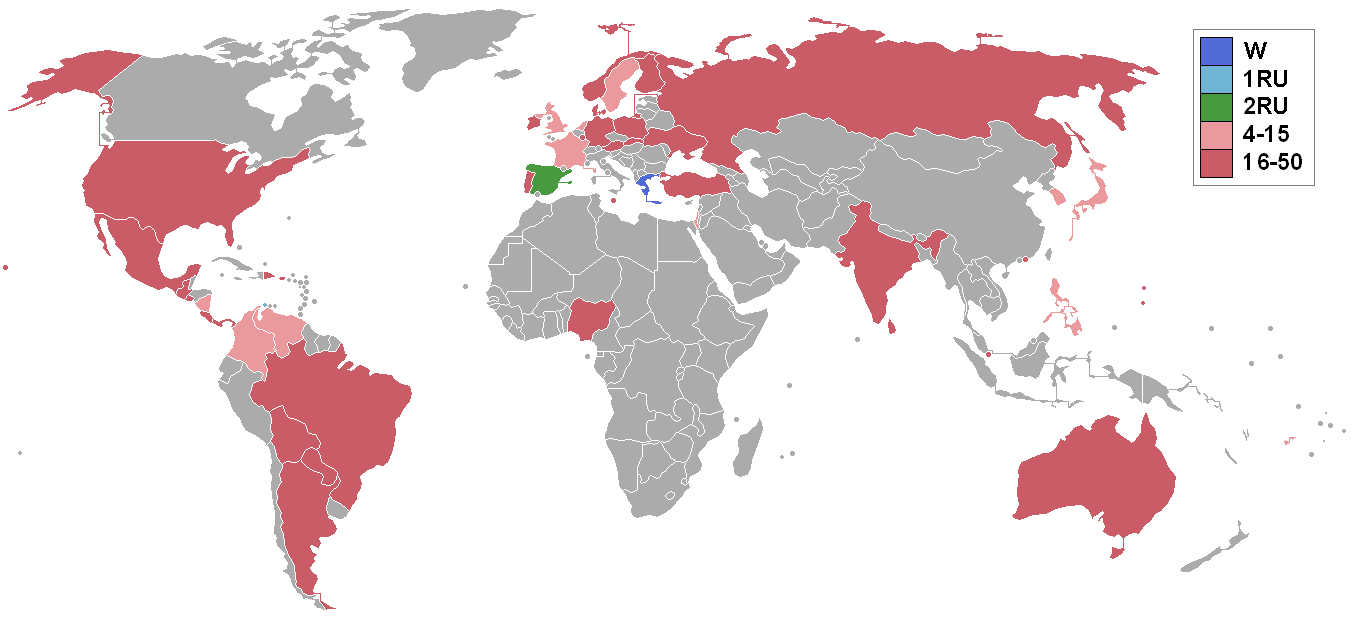
Các quốc gia và vùng lãnh thổ tham gia Hoa hậu Quốc tế 1994 và kết quả.

### Thứ hạng
| Kết quả              | Thí sinh |
| -------------------- | --- |
| Hoa hậu Quốc tế 1994 | - Hy Lạp – Christina Lekka |
| Á hậu 1              | - Aruba – Alexandra Ochoa Hincapié |
| Á hậu 2              | - Tây Ban Nha – Carmen María Vicente Abellán |
| Top 15               | - Anh Quốc – Amanda Louise Johnson - Colombia – Alexandra Betancur Marín - Fiji – Sunita Devi - Pháp – Nathalie Pereira - Hà Lan – Sabine Te Vrede - Israel – Nitzan Kirshenboim - Nhật Bản – Tomomi Hanamura - Hàn Quốc – Sung Hyun-ah - Nicaragua – Luisa Amalia Urcuyo Lacayo - Philippines – Alma Carvajal Concepcion - Thụy Điển – Mirja Kristina Haglof - Venezuela — Milka Chulina |

### Giải thưởng phụ
| Giải thưởng                 | Thí sinh                                 |
| --------------------------- | ---------------------------------------- |
| Hoa hậu Ảnh                 | - Hàn Quốc – Sung Hyun-ah                |
| Hoa hậu Thân thiện          | - Philippines – Alma Carvajal Concepcion |
| Trang phục dân tộc đẹp nhất | - Paraguay – Jannyne Elena Peyrat        |

## Thí sinh tham gia
| - Argentina - Alicia Andrea Ramón - Aruba - Alexandra Ochoa Hincapié - Úc - Rebecca Anne Jackes - Áo - Kerstin Sattler - Bolivia - Maria Renée David - Brazil - Ana Paula Barrotte - Anh Quốc - Amanda Louise Johnson - Colombia - Alexandra Betancur Marín - Costa Rica - Silvia Ester Muñoz Mata - Đan Mạch - Birgitte Brondum Jensen - Cộng hòa Dominica - Alexia Lockhart - El Salvador - Nathalia Gutiérrez Munguía - Fiji - Sunita Devi - Phần Lan - Marja Hannele Vuoristo - Pháp - Nathalie Pereira - Đức - Viola Tuschardt - Hy Lạp - Christina Lekka - Guam - Nadine Theresa Gogue - Guatemala - Vivian Mariela Castañeda - Hawaii - Juliet Lokelani Kahikina Raymundo - Hà Lan - Sabine Te Vrede - Hồng Kông - Ngô Tố San - Ấn Độ - Francesca Marilynne Hart - Ireland - Julie Alicia Stokes - Israel - Nitzan Kirshenboim | - Nhật Bản - Tomomi Hanamura - Hàn Quốc - Sung Hyun-ah - Luxembourg - Sandy Wagner - Malta - Elaine Lanzon - Mexico - Lilia Elizabeth Huesca Guajardo - Nicaragua - Luisa Amalia Urcuyo Lacayo - Nigeria - Jamilla Haruna Danzuru - Quần đảo Bắc Mariana - Mary Michelle Manibusan - Na Uy - Ann Wibeche Hoel - Panama - Dinorah Acevedo González - Paraguay - Jannyne Elena Peyrat Scolari - Philippines - Alma Carvajal Concepcion - Ba Lan - Ilona Felicjanska - Bồ Đào Nha - Sónia Maria Marques Abel - Puerto Rico - Alice Marina Lee - Nga - Yelena Vitcheslavovna Gorbachova - Singapore - Joycelyn Ching Ching Teo - Slovakia - Nikoleta Meszarosova - Tây Ban Nha - Carmen Maria Vicente Abellán - Sri Lanka - Sharmila Tamara Kariyawasam - Thụy Điển - Mirja Kristina Haglöf - Thổ Nhĩ Kỳ - Aysin Albayrak - Ukraine - Helen Vladimirovna Bakaeva - Hoa Kỳ - Karen Kristie Doyle - Venezuela - Milka Chulina |

## Chú ý

### Lần đầu tham gia
- Aruba
- Fiji

### Trở lại
| - Lần cuối tham gia vào năm 1990: - Nigeria - Sri Lanka - Lần cuối tham gia vào năm 1991: - Paraguay | - Lần cuối tham gia vào năm 1992: - Cộng hòa Dominica - El Salvador - Guam - Na Uy |

### Bỏ cuộc
| - Bỉ - Ecuador – Priscilla Ruiz - Honduras – Gloria Ondina Rivera - New Caledonia | - New Zealand - Peru – Lidia Ferrari - Thụy Sĩ - Thái Lan |

## Liên kết
- Pageantopolis - Miss International 1994